# سالیناس
سالیناس دهستانی در استان آلیکانتهٔ اسپانیا است.
در این دهستان ۱٬۴۹۸ نفر زندگی می‌کنند. مساحت این دهستان ۶۱٫۷۷ کیلومتر مربع است.